# Vistra Energy
Vistra Energy Corp. ist ein US-amerikanisches Energieunternehmen mit Hauptsitz in Irving, Texas. Es ist sowohl in der Erzeugung als auch im Handel mit elektrischer Energie tätig. Vistra gehört zu den Fortune-500-Unternehmen der umsatzstärksten amerikanischen Unternehmen. Das Unternehmen ist eigenen Angaben zufolge der größte private Stromerzeuger in den USA mit einer Kapazität von ca. 41 GW, die durch ein vielfältiges Portfolio, darunter Erdgas-, Kernkraft-, Solar- und Batteriespeicheranlagen, bereitgestellt wird. Mit dem Gaskraftwerk Moss Landing betreibt das Unternehmen das weltweit größte  Lithium-Ionen-Batterie-Energiespeichersystem (Stand 2021). Das Unternehmen versorgt knapp 5 Millionen Kunden in den gesamten Vereinigten Staaten.

## Geschichte
Vistra entstand 2016, als die Texas Competitive Electric Holdings (TCEH), die Muttergesellschaft von TXU Energy und Luminant, aus dem Insolvenzverfahren nach Chapter 11 (als Teil des Insolvenzschutzes für Energy Future Holdings) entlassen wurde. Aus der Insolvenzmasse von Energy Future Holdings ging TCEH als eigenständiges Unternehmen hervor. TCEH wurde in der Folge im Rahmen eines Rebranding in Vistra Energy umbenannt. Vistra Energy wuchs in der Folgezeit durch verschiedene Übernahmen, darunter Dynegy (2018) und Ambit Energy (2019), wodurch Vistra einer der wichtigsten Versorger in Texas wurde. 2024 wurde die Übernahme der Energy Habor Corp vollendet, welches der zweitgrößte Betreiber von Kernkraftwerken in den USA ist und auch das umstrittene Kernkraftwerk Beaver Valley in Pennsylvania betreibt.

## Töchterunternehmen
Die folgenden Tochtergesellschaften gehören zu Vistra Energy:
- TXU Energy
- Energy Harbor
- Dynegy
- Homefield Energy
- Ambit Energy

## Emissionen
2022 war das Unternehmen der größte CO₂-Emittent in den USA und für 1,5 Prozent der landesweiten Emissionen verantwortlich. Durch den Ausbau von Erneuerbaren will das Unternehmen bis 2050 CO2-neutral werden und bis 2030 die Emissionen um 60 Prozent gegenüber 2010 senken.